# Плугув (ґміна)
Гміна Плугів (пол. Gmina Płuhów) — колишня (1934—1939 рр.) сільська гміна Золочівського повіту Тернопільського воєводства Польської республіки (1918—1939) рр. Центром гміни було село Плугів.
1 серпня 1934 р. було створено гміну Плугів у Золочівському повіті. До неї увійшли сільські громади: Броніславівка, Красносільці, Лука, Плугів, Підлипці, Поляни, Малий Тростянець, Зарваниця.
У 1934 р. територія гміни становила 99,19 км². Населення гміни станом на 1931 рік становило 7 642 особи. Налічувало 1 424 житлові будинки.
В 1940 р. гміна ліквідована у зв'язку з утворенням Золочівського району.